# Fibronectina
Resumo
A matriz extracelular contém inúmeras proteínas de colágeno e agregados proteoglicanos. Entrelaçados com esses enormes proteoglicanos estão as proteínas fibrosas da matriz, como a elastina e a fibronectina (FN), formando uma rede de ligações cruzadas que conferem força e elasticidade a toda essa matriz. A associação entre as células e a matriz extracelular é mediada por uma integrina (proteína de membrana celular) e pelas proteínas fibrosas da matriz, que possuem domínios, cada um com um sítio de ligação especifico para a integrina ou para o proteoglicano. Essas proteínas então contribuem para a organização da matriz. A fibronectina foi a primeira dessa classe de proteínas a ser classificada.
Características
A fibronectina é uma família de glicoproteínas de elevado peso molecular, contendo cerca de 5% de carboidratos e que se liga a receptores proteicos da membrana celular chamados integrinas. Liga-se também à matriz extracelular.É produzida pelos fibroblastos do tecido conjuntivo e apresenta sequencia de aminoácidos RGD (arginina, glicina e aspartato), sendo, portanto, específica para adesão à superfície celular. Pode estabelecer ligações com outras moléculas tais como: colágeno, fibrina, heparina, bactérias, fibroblastos. e outras células.
É uma proteína adesiva que ajuda as células a aderirem à matriz, encontrada em todos os vertebrados. Por suas funções adesivas, desempenha vários papéis no reparo de feridas, incluindo promoção da agregação plaquetária, promoção da reepitelização, deposição de matriz
e contração da ferida. Ainda por essa propriedade ligante, desempenha funções fisiológicas múltiplas e tem participação importante em diversos processos patológicos (como, por exemplo, no câncer - auxilia na fixação de agentes vasoativos aos tumores, aumentando a permeabilidade e fluxo sanguíneo ao tumor), tanto em sua forma intacta como pela presença de seus isômeros e fragmentos. Fisiologicamente, a fibronectina é responsável pela orientação da migração celular na embriogênese, participa na homeostase e também está envolvida em processos osteoartríticos, na produção de anomalias nos membros e em condições patológicas que afetam a mucosa oral humana.
Podem estar na forma solúvel, circulando no sangue e em outros fluidos corporais (ativando a coagulação, cicatrização e fagocitose), e na forma insolúvel como fibrilas de fibronectina, onde os dímeros de fibronectina são ligados um ao outro de maneira cruzada  por ligações dissulfeto adicionais e formam parte da matriz extracelular.
Tal proteína é também utilizada laboratorialmente, na qual é purificada a partir de plasma humano, onde é encontrado como um dímero e possui um tamanho de 440-500 kDa com duas subunidades similares (220-250 kDa ) ligadas por dois dissulfetos. A Fibronectina é ideal para revestimento de superfícies e é tipicamente utilizada na concentração de 1-5 ug/cm2 . É fornecida em embalagem user-friendly para uso e armazenamento. A proteína é estéril e fornecida como solução pronta para uso.
| Parâmetros, testes e métodos | Fibronectina Part Number 5050                                      |
| Quantidade                   | 1.0 mg                                                             |
| Volume                       | 2.0 mL                                                             |
| Concentração                 | 0.5 mg/mL                                                          |
| Pureza                       | >95% as measured by Coomassie stain                                |
| Formulação                   | 20 mM Tris-HCl, pH 7.0 contém 0.45 M NaCl e 12% glicerol           |
| Forma                        | Solução                                                            |
| Fonte                        | Humano, plasma                                                     |
| Armazenamento                | -20 °C                                                             |
| Shelf Life                   | 12 meses após recebimento                                          |
| Método de Esterilização      | Filtração                                                          |
| Atividade de Adesão Celular  | Passes                                                             |
| Esterilidade                 | Nenhum Crescimento                                                 |
| Segurança                    | A fonte de material se encontrou negativa para agentes infecciosos |

Fibronectina não é destinado ao uso humano, apenas à pesquisas.
Fibronectina Fetal
A fibronectina fetal (FNF) é encontrada na interface materno-fetal e tem função adesiva. É liberada na secreção vaginal quando ocorre qualquer processo de agressão/lesão na matriz extracelular da interface decidual-coriônica e por isso está associada ao parto prematuro. É normalmente encontrada na secreção vaginal nas primeiras 22 semanas de gestação e após a 36ª semana gestacional, quando o parto se aproxima. O exame é capaz de dizer que não é provável que se entre em trabalho de parto nas duas semanas seguintes à coleta, caso dê negativo. Entretanto, se o exame der positivo, não há certeza de que o trabalho de parto vá começar antes do tempo.
A proteína é produzida pelo saco amniótico e é uma espécie de "cola" que liga a bolsa amniótica ao revestimento do útero.
Se a concentração aumentar cedo demais (entre 22 e 34 semanas), pode ser uma indicação de ameaça de parto prematuro. Quando não há fibronectina fetal na secreção vaginal, é muito pequena a possibilidade de o trabalho de parto começar nas duas semanas seguintes.
O exame é aplicado basicamente em dois grupos de gestantes:
a) Gestantes sintomáticas, com queixas de contrações uterinas;
b) Gestantes assintomáticas, mas de alto risco para prematuridade (antecedente de parto prematuro espontâneo e gestação gemelar).
A coleta da fibronectina fetal deve ser realizada em gestante apenas nas seguintes condições:
Idade gestacional entre 22 e 36 semanas
Bolsa íntegra
Dilatação cervical 3,0 cm
Ausência de sangramento genital
Ausência de relação sexual nas últimas 24 horas
As amostras são coletadas no fundo de saco de Douglas com auxílio do espéculo vaginal e do kit próprio para o exame. É importante não realizar toque vaginal, coleta de esfregaços vaginais e uso de lubrificantes vaginais antes da coleta do exame, uma vez que esses recursos aumentam as taxas de falso positivo ou negativo.